# پرفشار آرام شمالی
پرفشار آرام شمالی (انگلیسی: North Pacific High) یک واچرخند جنب‌مدارگانی نیمه‌دائمی است که در بخش‌های شمال شرقی اقیانوس آرام در شمال شرقی هاوایی و غرب کالیفرنیا قرار دارد. این پرفشار بخشی از کمربند بزرگ واچرخندی به نام پشته جنب‌حارّه‌ای است. این مرکز پرفشار در تابستان نیم‌کره شمالی در قوی‌ترین حالت خود است و در زمستان و زمانی که کم‌فشار الیوتی فعال‌تر می‌شود، به سمت استوا می‌رود. این سامانه مسئول تابستان‌ها و پاییز معمولاً خشک کالیفرنیا و زمستان و بهار معمولاً مرطوب آن و همچنین بادهای تجارتی هاوایی در طول سال است.